# العلاقات الأفغانية التونسية
العلاقات الأفغانية التونسية هي العلاقات الثنائية التي تجمع بين أفغانستان وتونس.

## مقارنة بين البلدين
هذه مقارنة عامة ومرجعية للدولتين:
| وجه المقارنة                                              | أفغانستان                    | تونس                                       |
| --------------------------------------------------------- | ---------------------------- | ------------------------------------------ |
| المساحة (كم2)                                             | 652.23 ألف                   | 163.61 ألف                                 |
| عدد السكان (نسمة)                                         | 34.94 مليون                  | 11.53 مليون                                |
| الكثافة السكانية (ن./كم²)                                 | 53.57                        | 70.47                                      |
| العاصمة                                                   | كابل                         | تونس                                       |
| اللغة الرسمية                                             | اللغة البشتوية، اللغة الدرية | اللغة العربية                              |
| العملة                                                    | أفغاني                       | دينار تونسي                                |
| الناتج المحلي الإجمالي (بليون دولار)                      | 20.82 مليار                  | 40.26 مليار                                |
| الناتج المحلي الإجمالي (تعادل القوة الشرائية) بليون دولار | 62.62 مليار                  | 129.05 مليار                               |
| الناتج المحلي الإجمالي الاسمي للفرد دولار أمريكي          | 594                          | 3.87 ألف                                   |
| الناتج المحلي الإجمالي للفرد دولار أمريكي                 | 1.93 ألف                     | 11.44 ألف                                  |
| مؤشر التنمية البشرية                                      | 0.479                        | 0.721                                      |
| رمز المكالمات الدولي                                      | +93                          | +216                                       |
| رمز الإنترنت                                              | .af                          | .tn                                        |
| المنطقة الزمنية                                           | ت ع م+04:30                  | ت ع م+01:00، توقيت وسط أوروبا، ت ع م+02:00 |

## منظمات دولية مشتركة
يشترك البلدان في عضوية مجموعة من المنظمات الدولية، منها:
| علم المنظمة | اسم المنظمة                               | تاريخ انضمام أفغانستان | تاريخ انضمام تونس |
| ----------- | ----------------------------------------- | ---------------------- | ----------------- |
|             | يونسكو                                    | 4 مايو 1948            | 8 نوفمبر 1956     |
|             | مؤسسة التمويل الدولية                     | 23 سبتمبر 1957         | 25 يوليو 1962     |
|             | المركز الدولي لتسوية المنازعات الاستشارية | 25 يوليو 1968          | 14 أكتوبر 1966    |
|             | منظمة التعاون الإسلامي                    | ?                      | ?                 |
|             | منظمة حظر الأسلحة الكيميائية              | ?                      | ?                 |
|             | مؤسسة التنمية الدولية                     | 2 فبراير 1961          | 30 ديسمبر 1960    |
|             | وكالة ضمان الاستثمار متعدد الأطراف        | 16 يونيو 2003          | 7 يونيو 1988      |
|             | الاتحاد البريدي العالمي                   | ?                      | ?                 |
|             | منظمة الشرطة الجنائية الدولية             | ?                      | ?                 |
|             | الأمم المتحدة                             | 19 نوفمبر 1946         | 12 نوفمبر 1956    |
|             | الاتحاد الدولي للاتصالات                  | 12 أبريل 1928          | 14 ديسمبر 1956    |
|             | البنك الدولي للإنشاء والتعمير             | 14 يوليو 1995          | 14 أبريل 1958     |

## وصلات خارجية
- موقع وزارة الخارجية الأفغانية
- موقع وزارة الخارجية التونسية